# Симеон I
Симео́н I Вели́кий (болг. Симеон Велики, 864—927) — князь Болгарии c 893 года, с 918 года — царь. Потомок Крума, третий сын князя Бориса I и отец Петра I. Пришёл к власти после того, как Борис I сверг своего царствующего сына Владимира-Расате, возглавившего языческую реакцию.
С именем царя Симеона I связан Золотой век болгарского государства. Его военные кампании против Византии, венгров и сербов, довели болгарское государство до территориального апогея, сравнимого только с эпохой Крума. Болгария превратилась в самое могущественное государство на Балканах и во всей Восточной Европе.
В его времена Болгария простиралась от Будапешта, северных склонов Карпат и Днепра на севере до Адриатического моря на западе, Эгейского моря на юге и Чёрного моря на востоке.
Эпоха Симеона характеризовалась беспрецедентным культурным подъёмом, названным впоследствии золотым веком болгарской цивилизации.
Новая столица Великий Преслав была сравнима с Константинополем.
Болгарская церковь стала первой патриаршей после пентархии в христианстве (главенства пяти патриархов церквей: Римской, Константинопольской, Александрийской, Антиохийской и Иерусалимской). Это была первая самостоятельная (автокефальная) национальная церковь в Европе, во главе которой стоял патриарх.
Глаголические переводы на болгарский язык священных текстов распространились по всем славянским землям и превратили древнеболгарский в литургический, известный как церковнославянский.
В эту эпоху в Преславской книжной школе была создана и новая азбука, названная в честь св. Кирилла кириллицей, которая начала заменять созданную Кириллом и Мефодием глаголицу.
В середине своего правления Симеон заменил свой титул «князь» на «царь» (император, василевс). Византийская империя была вынуждена признать царский титул Симеона. Это был второй подобный случай после Карла Великого.
Государственная концепция, которую утвердил Симеон, заключалась в построении цивилизованного, христианского и славянского государства во главе с императором (царём), самостоятельности (автокефалии) национальной церкви во главе с патриархом и открытии значимых книжных школ.

## Ранние годы
Симеон родился в 864 году (или в 865 году), когда Болгария уже была христианской. Он был третьим сыном княза Бориса и потомком хана Крума. Поскольку престол предназначался его старшему брату Владимиру, Симеона готовили стать главой болгарской церкви. Он получил блестящее образование в Магнаурской школе в Константинополе. Около 888 года Симеон возвратился в Болгарию и ушёл в Преславский монастырь. Родовое имя будущего царя болгар неизвестно, Симеоном он стал при принятии послушничества.
Тем временем (889) князь Борис I также ушёл в монастырь, а воцарившийся Владимир Расате попытался восстановить язычество.
Борис покинул монастырь, сверг с престола и ослепил своего старшего сына (893), после чего созвал церковно-народный собор.
Собор принял три важных решения: объявил болгарский (церковнославянский) язык официальным и единственным языком церкви и государства, переместил столицу из Плиски в Велики-Преслав и возвёл Симеона I на болгарский трон.

## Торговая война с Византией и нападение венгров (893—895)
Непосредственно после коронации Симеона болгаро-византийские отношения начали осложняться. Византийский император Лев VI Философ переместил торговлю болгарских купцов из Константинополя в Салоники и увеличил таможенные пошлины. Попытки Симеона I решить проблему мирным путём не увенчались успехом. Император полагался на неопытность нового правителя Болгарии, но ошибся.

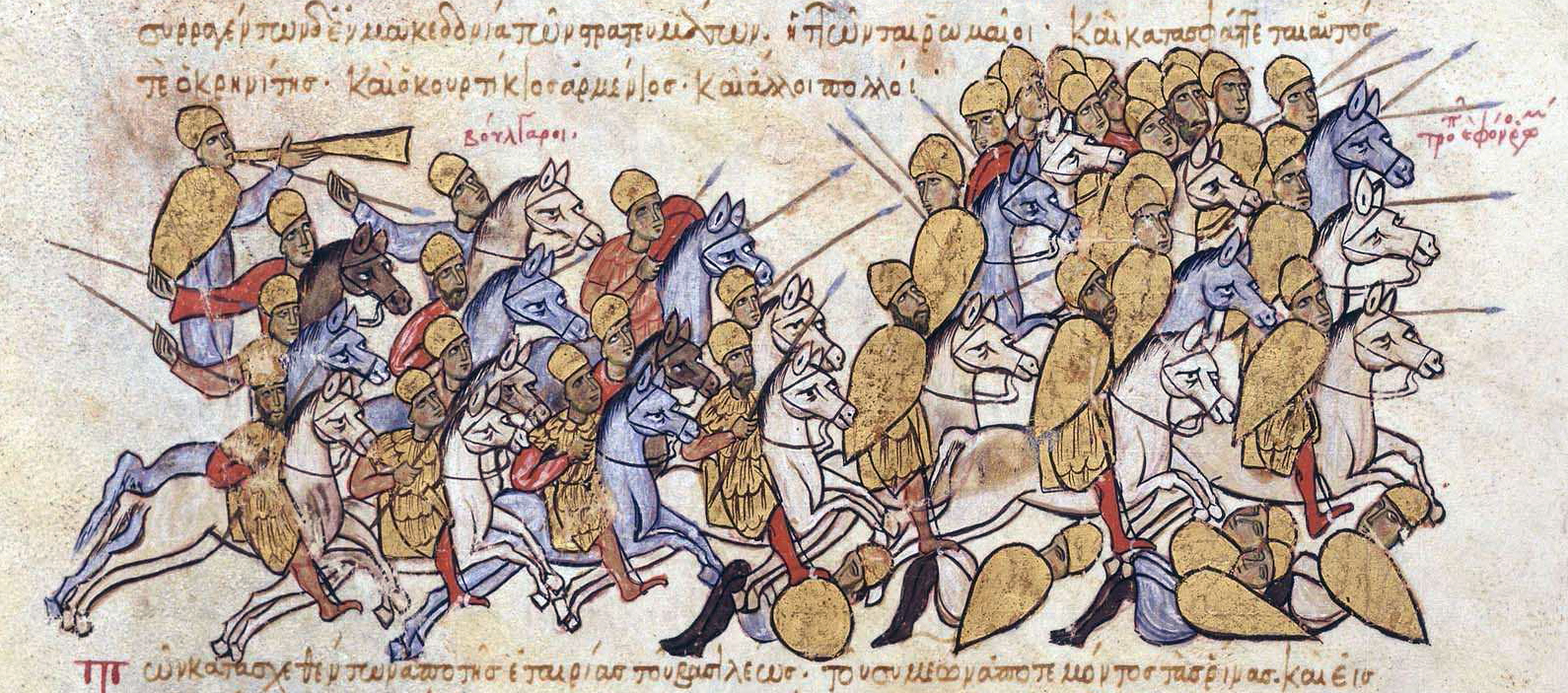
Армия Симеона побеждает византийцев, во главе с Кринитом

Осенью 894 Симеон I вторгся в Восточную Фракию (в средние века эта область называлась Македония) и в битве в окрестностях Адрианополя разгромил византийскую армию. Ромейский полководец Кринит был убит, а императорская гвардия, состоявшая из хазар, была захвачена в плен. Болгарский князь приказал отрезать носы гвардейцам и отпустить их к императору. Эти события были позже названы болгарскими историками «первой торговой войной в средневековой Европе».
Лев VI прибег к традиционному приёму византийской дипломатии: натравить врага на своего врага. Щедрыми подачками он убедил венгров напасть на болгар. В то же время был отозван из Италии и весной 895 возглавил византийскую армию прославленный полководец Никифор Фока Старший (840—900).

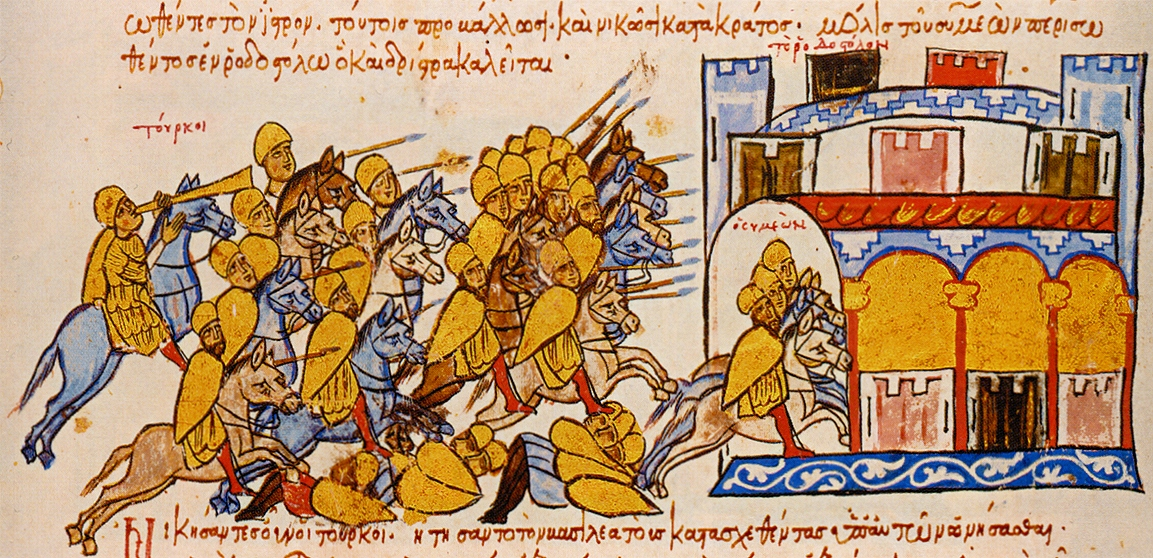
Нападение венгров на Болгарию

Симеон немедленно выступил в поход против Никифора, но ромеи предложили мир и начали переговоры. Не доверяя византийцам, Симеон I бросил в тюрьму императорского посланника Льва Хиросфакта, оставил большую часть своего войска на юге против Византии, а сам выступил на север воевать с венграми. Эта кампания началась неудачно для болгар и самому князю пришлось искать убежища в крепости Дристр. В итоге Симеон заключил перемирие с Византией, чтобы сосредоточиться на войне с венграми.

## Венгерская кампания и новые войны с Византией (895—904)

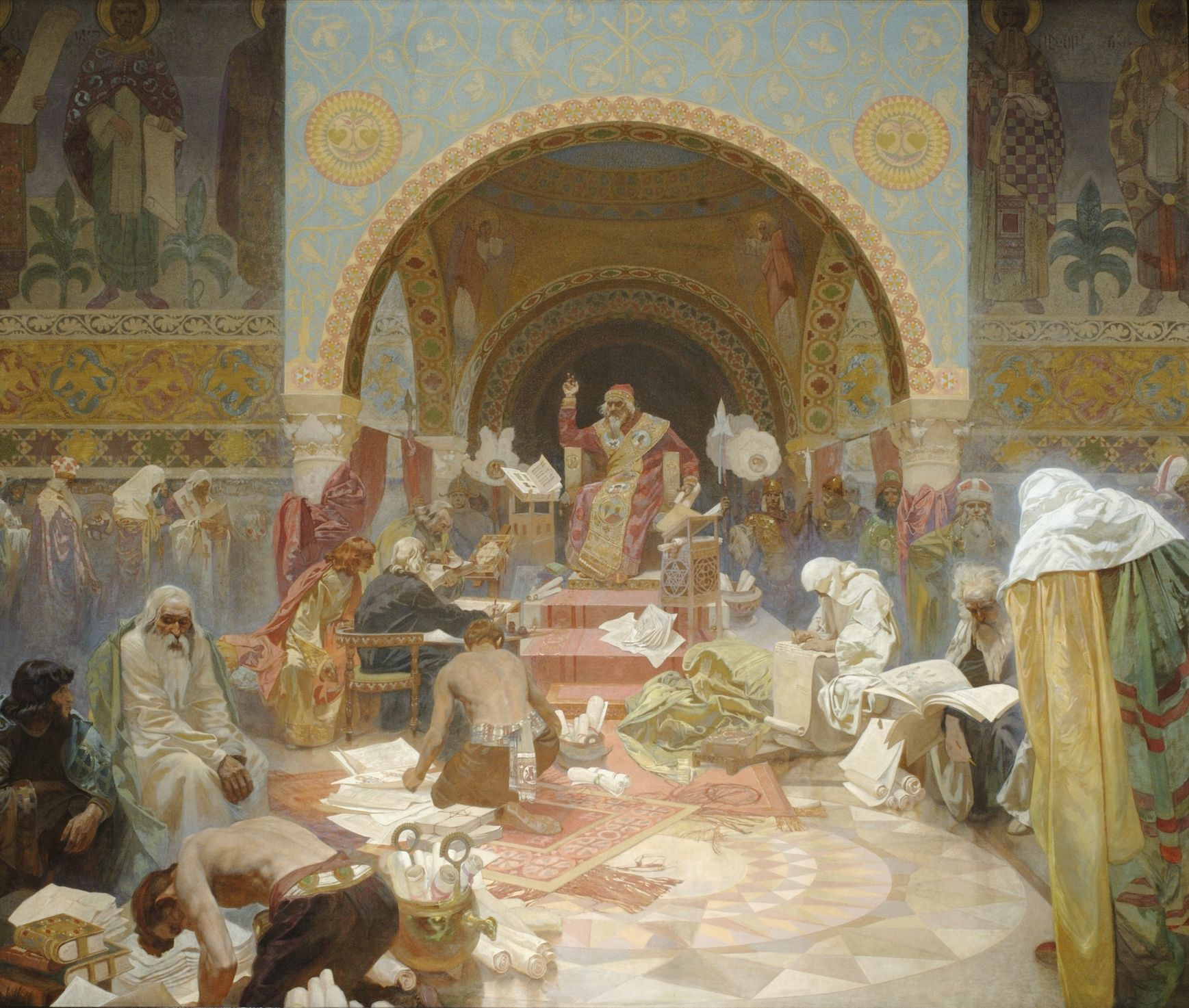
«Болгарский царь Симеон: основатель славянской письменности»
А. Муха, 1923

Князь Симеон оказался достойным учеником византийской дипломатии и заключил антивенгерский договор с печенегами.
Весной 896 Симеон стремительно двинулся на север и встретил венгров в решительной битве на Южном Буге (современная Украина). В ожесточенном бою венгры (вероятно во главе с легендарным Арпадом) потерпели тяжелое поражение. Разбитых венгров печенеги гнали далеко на запад, в результате чего они и поселились в современной Венгрии. Некоторые историки утверждают, что решающая битва состоялась годом ранее (895) к югу от Дуная, а в 896 болгары провели карательный поход на Южный Буг.
Симеон «вернулся гордый победой и торжествующий» и стал «ещё надменнее» (Иоанн Скилица и Лев Грамматик).
Летом 896 он снова двинулся на юг, полностью уничтожил ромейские войска в битве при Булгарофигоне (современном Бабаэски) и осадил Константинополь.

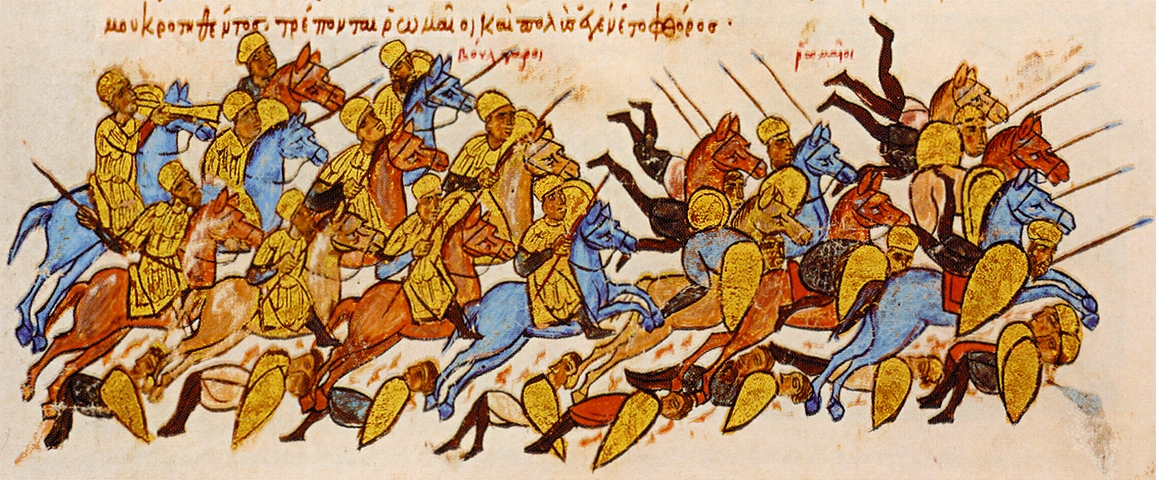
Болгары разбивают византийцев при Булгарофигоне

Византии пришлось подписать мир, уступить Болгарии территории между современной Странджей и Чёрным морем и платить ей ежегодную дань. Болгарские купцы вернулись в Константинополь.
Тем временем болгарский правитель установил свой контроль и над Сербией в обмен на признание Петара Гойниковича сербским князем.
Симеон постоянно нарушал мирный договор и нападал на Византию, захватывая всё новые территории.
Новый мирный договор (904) установил болгарский суверенитет над Северной Грецией и большей частью современной Албании. Граница между Болгарией и Византией проходила в 20 км севернее Салоник.

## Признание Симеона царём (913)
В мае 912 года скончался Лев VI Философ и престол был занят его братом Александром как регентом при малолетнем Константине VII Багрянородном. Весной 913 года он отказался платить ежегодную дань Болгарии. Симеон начал военные приготовления, но Александр умер прежде, чем болгары перешли в наступление, оставив империю в руках регентского совета во главе с патриархом Николаем Мистиком. Патриарх приложил большие усилия, чтобы убедить Симеона не нападать на Византию, но попытки решить дело миром не увенчались успехом.

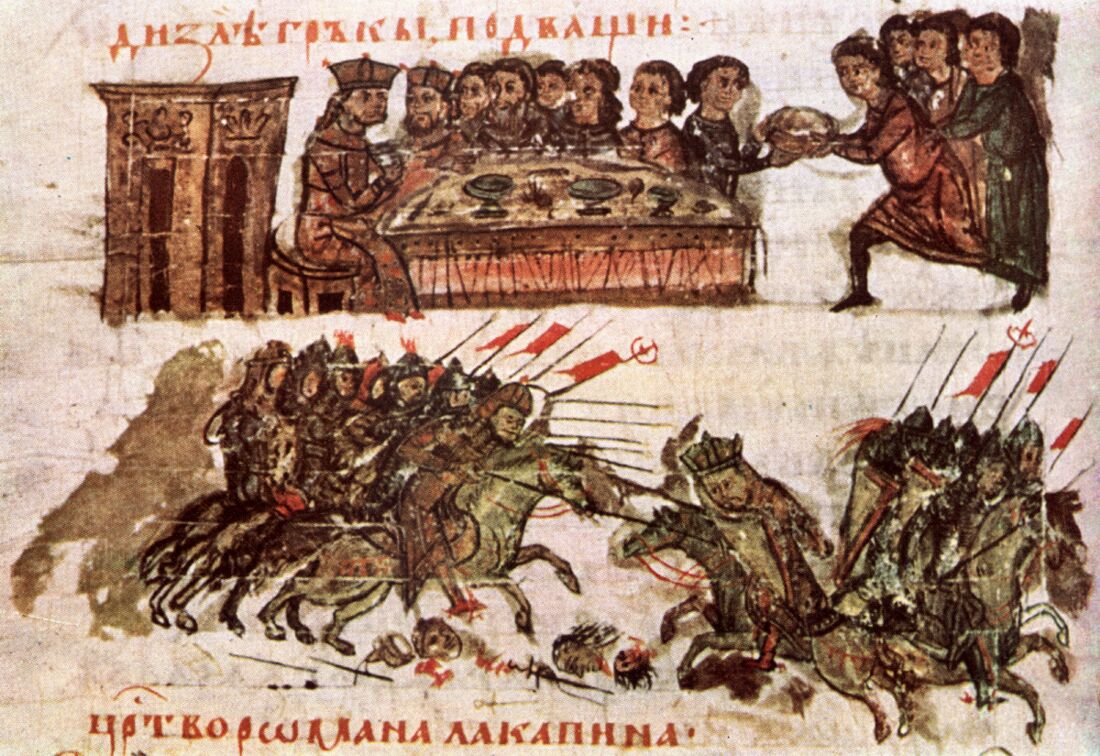
Сверху: Торжество в честь Симеона в Константинополе. Внизу: нападение болгар на византийцев

В июле-августе 913 года болгарская армия осадила Константинополь. Новые переговоры утвердили возобновление дани и женитьбу Константина VII на одной из дочерей болгарского правителя, что превратило бы Симеона в василеопатора (тестя императора) и дало бы ему возможность править Византией. В соответствии с заключённым договором, Симеон был признан со стороны патриарха Николая Мистика во Влахернском дворце в Константинополе — царём и императором болгар (август 913 года)
В феврале 914 года Зоя Карбонопсина, мать Константина VII, упразднила регентский совет и захватила власть в Византии. Она сразу отреклась от признания императорского титула Симеона и отказалась от возможного брака между своим сыном и дочерью Симеона.

## Ахелой и Катасирты (917)
Весной 917 года подготовка Византии к войне была в разгаре. Ромеи вели переговоры одновременно с печенегами, венграми и сербами для совместной борьбы с Болгарией. В июне 917 года был заключен мир с Арабским халифатом, что позволило Византии сконцентрировать все свои ресурсы на войне против болгар. Элитные войска и способные офицеры со всех провинций от Армении до Италии сосредоточились в Константинополе. Болгары должны были испытать всю мощь Империи.
После торжественного молебна вынесли чудотворный крест, пред которым все преклонились и поклялись победить или умереть. Чтобы сильнее поднять дух солдат деньги им выплатили вперёд. Императрица и патриарх сопроводили войска до городских ворот. Византийцы выступили на север вдоль берега Чёрного моря. Армия была под командованием магистра Льва Фоки, а флот — будущего императора, друнгария флота (адмирала) Романа Лакапина.

План битвы у Анхиало

20 августа 917 года к северу от порта Анхиало на реке Ахелой ромеи и болгары встретились в решительном сражении. Это несомненно была одна из величайших битв Средних веков. По сведениям летописцев можно заключить, что болгары применили традиционный для них манёвр — наступление, ложное отступление и решительное контрнаступление (Маркели 792 год, Версиникия 813 год, Салоники 996 год, Адрианополь 1205 год). Когда византийцы увлеклись преследованием отступающих болгар, теряя строгий порядок и открывая свой левый фланг, Симеон бросил с северо-запада тяжелую конницу, а всё болгарское войско обратилось в контрнаступление. Кавалерийская атака, под предводительством самого царя (конь Симеона был убит), была настолько стремительной и неожиданной, что сразу смела левый фланг и вышла в тыл византийцев. Оттесненные к морю и атакованные с трех сторон ромеи были полностью уничтожены. Главнокомандующий Лев Фока Старший едва сумел бежать, а остальные византийские полководцы погибли. Битва была, по словам летописца Симеона Логофета, «какой от века не бывало». Лев Диакон, посетивший место сражения спустя 75 лет, отметил: «И сегодня можно видеть около Ахелоя кучи костей позорно избитого тогда, бежавшего ромейского войска». Болгарская армия бросилась в обычное для неё решительное стратегическое преследование (после победы при Онгле (680 год) болгары преследовали византийцев 150—200 км.).

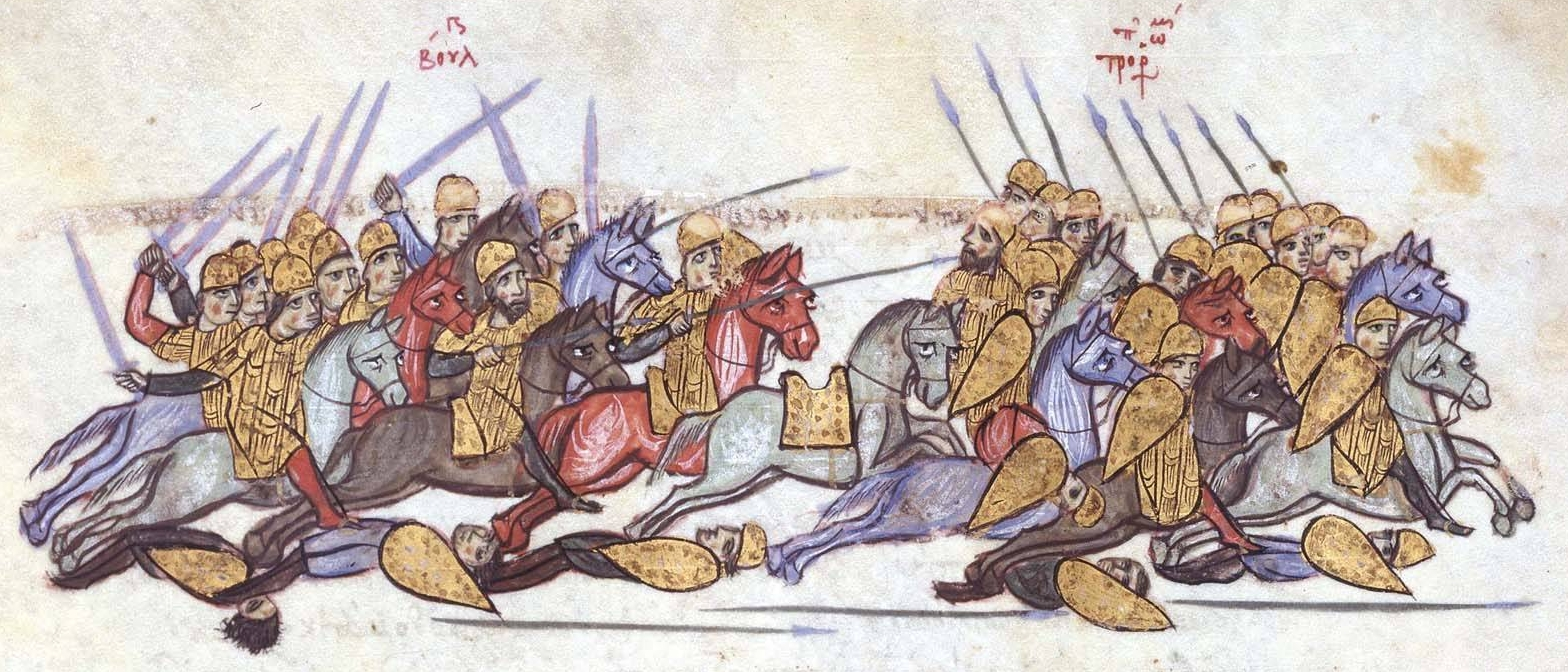
Сражение и победа царя Симеона у Анхиало (Ахелоя) в 917 году

Печенего-венгерское нападение с севера потерпело неудачу. Сербы также не посмели противостоять Болгарии.
Византия не получила помощи, а болгарская армия уже приближалась к её столице. В отчаянной попытке остановить болгар Империя собрала все войска, что ещё у неё оставались и, присоединив остатки разбитой ахелойской армии, вышла против болгарского войска. По сведениям ромейского летописца Продолжителя Феофана, византийская армия была многочисленной. Главнокомандующим ромеев был жаждущий реванша Лев Фока со своим помощником Николаем сыном Дуки.
Так состоялась битва при Катасиртах, рядом с Константинополем. Это было ночное сражение, в котором болгары напали на византийцев и снова разбили их. Лев Фока опять бежал, а Николай погиб. Путь к Константинополю был открыт для войска царя Симеона.
Однако, болгарская армия вернулась обратно в Болгарию. Как после битвы при Каннах, когда Ганнибал не продолжил наступление на Рим, историки не могут удовлетворительно объяснить, почему Симеон не пошёл на Константинополь.

## Проект болгаро-греческой империи (917—927), историческое значение правления Симеона

Расширение территории Болгарии в период правления Симеона Великого

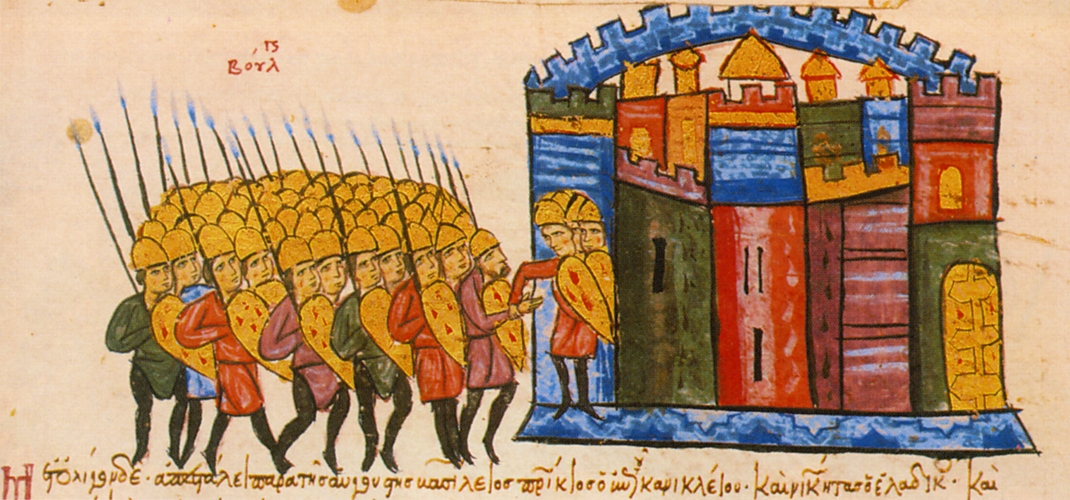
Войска Симеона берут Адрианополь

Сразу по окончании кампании против Византии, Симеон сверг с сербского престола и бросил в темницу Петара Гойниковича, который пытался ему изменить. На его место царь поставил своего протеже Павла Брановича.
По инициативе Симеона был созван церковный собор (917 или 918), провозгласивший самостоятельность Болгарской церкви, а новоизбранный патриарх совершил освящение Симеонова титула «Симеон, волею Христа Бога самодержец всех болгар и ромеев».
В 918 году болгарское войско совершило поход в Элладу и захватило Фивы.
Непрерывные поражения привели в 919 году к перевороту в Византии. Друнгарий флота Роман Лакапин сменил императрицу Зою на посту регента, и сослал её в монастырь, после чего сосватал свою дочь Елену за малолетнего Константина VII и в 920 году стал соимператором, узурпировав реальную власть в империи.
Именно это Симеон пытался сделать уже семь лет. Взойти на византийский трон дипломатическими способами стало невозможно, и Симеон принял решение начать новую войну.
В 920—922 болгарская армия предприняла одновременное наступление на два фронта: на востоке она преодолела пролив Дарданеллы и осадила город Лампсак в Малой Азии, на западе же завладела всей территорией до Коринфского перешейка. В 921 болгары снова овладели Адрианополем, который Симеон продал Зое в 914 году, и опять подступили к Константинополю.
Тем временем (921) ромейская дипломатия попыталась взбунтовать сербов во главе с Павлом Брановичем против Симеона, но болгарский самодержец заменил на сербском престоле Павла на Захария и бунт провалился.
На востоке болгарское войско, маневрировавшее около Константинополя между 11 и 18 марта 922, встретилось с византийским при Пигах. Ромейская армия была под командованием ректора Иоанна и Пота Аргира. В её состав входила и императорская гвардия. Фланги византийцев поддерживал флот во главе с друнгарием флота Алексеем Муселе.
В битве ромеи не смогли удержать стремительного наступления болгар. Часть византийских солдат была убита, остальные в том числе Алексей утонули в бухте Золотой рог.

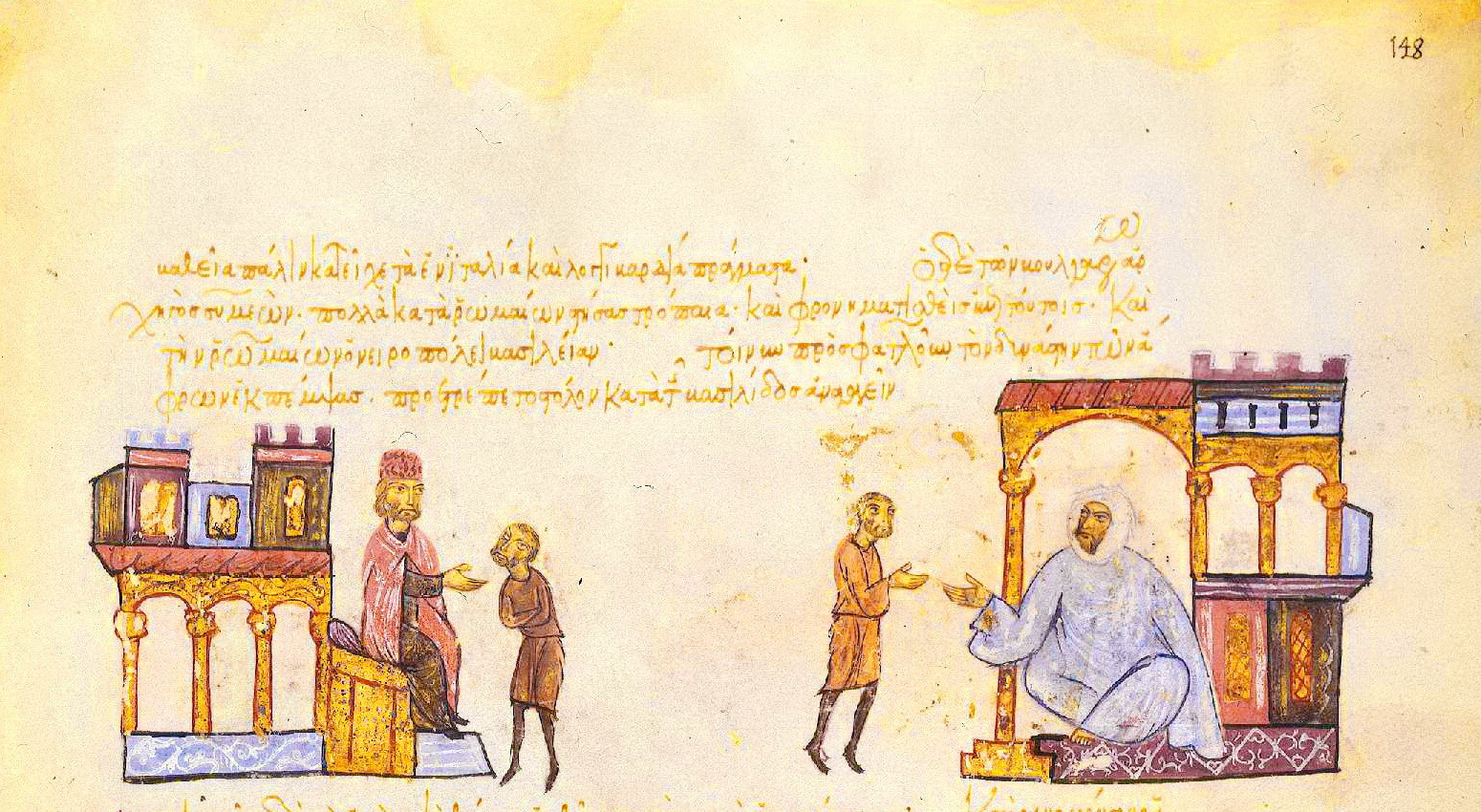
Симеон посылает послов к арабам

У Симеона была могучая армия, но он понимал, что для завоевания Константинополя нужен и сильный флот, чтобы нейтрализовать византийский и окружить великий город с моря. Царь обратился к арабам, у которых в то время были мощные морские силы. В 922 болгарское посольство было послано к халифу Убайдаллаху аль-Махди в столицу Фатимидского халифата Кайруан (в современном Тунисе). Халиф согласился на предложение о совместном нападении на Константинополь с суши и с моря, и послал в Болгарию своих людей для уточнения подробностей. Однако, на обратном пути их захватили византийцы в Калабрии (Южная Италия). Симеон предпринял вторую попытку, на этот раз с аль-Дулафи, но и она провалилась.
Под византийским влиянием сербский жупан Захарий восстал против Болгарии. В 924 Сербия была завоевана и присоединена к болгарскому царству, а Захарий сбежал в Хорватию, провозглашённую в 925 королевством и бывшую союзницей Византии. Болгарский корпус под предводительством Алогоботура вторгся в Хорватию (926), но попал в засаду в горах Боснии и был разбит. Опасаясь болгарского ответа, первый король Хорватии Томислав I согласился расторгнуть союз с Византией и подписать мир на основе status quo. После заключения мира папа Иоанн X послал в Велики-Преслав своих легатов герцога Иоанна и епископа Мадалберта, которые признали (осенью 926) императорский титул Симеона и патриаршество главы болгарской церкви.
C начала 927 года, несмотря на отчаянные призывы к миру Романа Лакапина, Симеон начал широкомасштабную подготовку к осаде Константинополя. Однако, осада эта так и не состоялась.
27 мая 927 года Симеон умер от сердечной недостаточности в своем дворце в Преславе
На болгарский трон взошёл сын Симеона Пётр I (927—969). Дабы утвердиться как истинный сын великого отца, он сразу же вторгся в Восточную Фракию, захватив крепость Визу.
В октябре 927 года был заключен мир, который подтвердил большую часть завоеваний Симеона. Византийская империя обязалась платить ежегодную дань Болгарии. Византийская империя официально признавала императорское достоинство болгарского правителя и патриарший статус главы Болгарской церкви. Был также оговорен брак царя Петра и внучки византийского императора Романа Лакапина Марии, которая была крещена под именем Ирина (мир) в честь мира. Впервые за полутысячелетнюю историю Византии девушка из потомства императора выдавалась замуж за пределы Империи.
Все эти результаты расцениваются историками как плоды гения царя Симеона I.

## «Pax Simeonica»
Симеон намеревался заменить «Pax Byzantina» на «Pax Bulgarica», но понимал, что для этого нужны не только людские ресурсы, но и соответствующая культурная основа.
Под его властью расцвела столица Великий Преслав и превратилась в престижный религиозный и культурный центр.

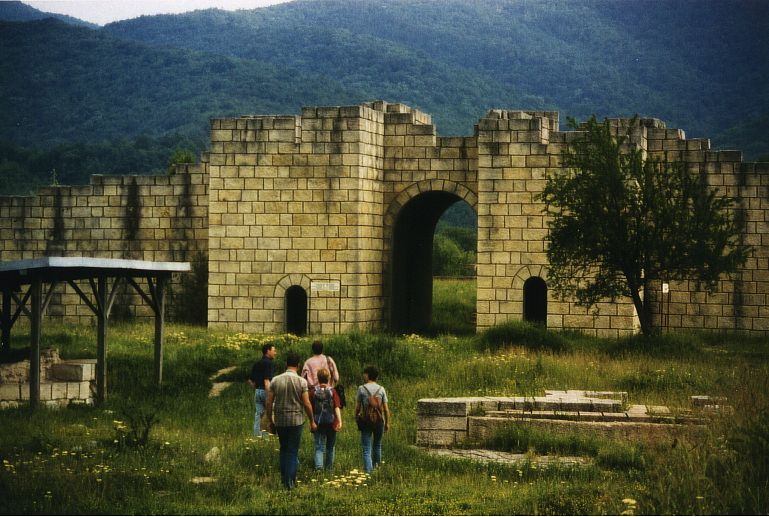
Городские врата Велики-Преслава

Со своими многочисленными церквями и монастырями, впечатляющим царским дворцом и Золотой церковью, Преслав был настоящей имперской столицей. Современник строительства Иоанн Экзарх описывает столицу глазами иностранца: «Когда он входит во Внутренний город и видит высокие палаты и церковь, украшенные снаружи камнями, деревом и красками, а изнутри мрамором и медью, серебром и золотом, он не знает с чем их сравнить.»
Особенно впечатляющим был книжный расцвет. Книжные школы в Охриде во главе со св. Климентом Охридским и в Плиске (в 893 году она переместилась в Преслав) были основаны ещё св. князем Борисом I, но Симеон продолжил дело своего отца, и во время его царствования болгарская литература достигла своего расцвета.
В эту эпоху в Преславе была создана новая азбука — кириллица, развилась первая славянская литература, которая оказала большое влияние на весь славянский мир и превратила болгарский язык IX века в литургический.

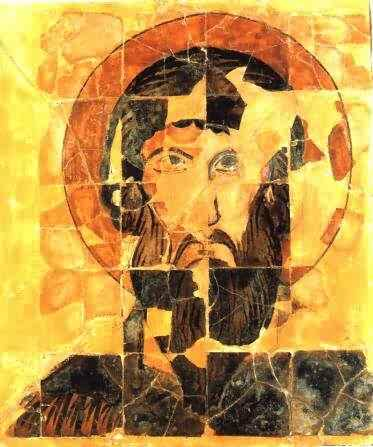
Керамическая икона святого Феодора, датированная X веком. Обнаружена близ Преслава.

Царь-книголюб, «новый Птолемей», подхватил Кирилло-Мефодиевскую эстафету: от языческих «черт и резов» через глаголическую письменность к кириллице, на которой составлялись многочисленные оригинальные и переводные сочинения. Самыми известными произведениями круга единомышленников Симеона стали «Учительное евангелие», первая часть которого известна как «Азбучная молитва», «Проглас к Евангелие», «Историкии» Константина Преславского, «Сказание о писменех» Черноризца Храброго, «Шестоднев» Иоанна Экзарха, «Слова» Климента Охридского, «Похвала царю Симеону» анонимного автора, «Златоструй», так называемый «Симеонов сборник» и др. Другие видные книжники были: Наум Преславский, Тодор Доксов, Иоанн Пресвитер и Григорий Пресвитер. Этот золотой фонд болгарской литературы обеспечил будущее развитие просвещения славянских народов.
Другими элементами «Pax Bulgarica» или, точнее, «Pax Simeonica» были императорское достоинство болгарского правителя, автокефалия Болгарской православной церкви и возведение её в ранг Патриархата (провозглашены в 918 году и окончательно признаны Византией и Вселенской патриархией в 927 году).
Симеон неповторимо сочетал силу слова и меча. Французский историк Альфред Рамбо оценивает его следующим образом: «Царь Симеон был Карлом Великим для Болгарии, но более образованным нежели наш Карл Великий и гораздо более успешным, ибо заложил основы единой национальной литературы.»

## Семья[25]
|                            |                            |                            |                            |                            |                            | Борис I (правил: 852—889) | Борис I (правил: 852—889) | Борис I (правил: 852—889) | Борис I (правил: 852—889) | Борис I (правил: 852—889) | Борис I (правил: 852—889) |                            |                            |                            |                            |                            |                            | Мария                    | Мария                    | Мария | Мария | Мария | Мария |                |                |                |                |                |                |                 |                 |                 |                 |                 |                 |      |      |                    |                    |                    |                    |                    |                    |  |  |  |  |
|                            |                            |                            |                            |                            |                            | Борис I (правил: 852—889) | Борис I (правил: 852—889) | Борис I (правил: 852—889) | Борис I (правил: 852—889) | Борис I (правил: 852—889) | Борис I (правил: 852—889) |                            |                            |                            |                            |                            |                            | Мария                    | Мария                    | Мария | Мария | Мария | Мария |                |                |                |                |                |                |                 |                 |                 |                 |                 |                 |      |      |                    |                    |                    |                    |                    |                    |  |  |  |  |
|                            |                            |                            |                            |                            |                            |                           |                           |                           |                           |                           |                           |                            |                            |                            |                            |                            |                            |                          |                          |       |       |       |       |                |                |                |                |                |                |                 |                 |                 |                 |                 |                 |      |      |                    |                    |                    |                    |                    |                    |  |  |  |  |
|                            |                            |                            |                            |                            |                            |                           |                           |                           |                           |                           |                           |                            |                            |                            |                            |                            |                            |                          |                          |       |       |       |       |                |                |                |                |                |                |                 |                 |                 |                 |                 |                 |      |      |                    |                    |                    |                    |                    |                    |  |  |  |  |
| Владимир (правил: 889—893) | Владимир (правил: 889—893) | Владимир (правил: 889—893) | Владимир (правил: 889—893) | Владимир (правил: 889—893) | Владимир (правил: 889—893) |                           |                           | Гавриил                   | Гавриил                   | Гавриил                   | Гавриил                   | Гавриил                    | Гавриил                    |                            |                            | Яков                       | Яков                       | Яков                     | Яков                     | Яков  | Яков  |       |       | Евпраксия      | Евпраксия      | Евпраксия      | Евпраксия      | Евпраксия      | Евпраксия      |                 |                 | Анна            | Анна            | Анна            | Анна            | Анна | Анна |                    |                    |                    |                    |                    |                    |  |  |  |  |
| Владимир (правил: 889—893) | Владимир (правил: 889—893) | Владимир (правил: 889—893) | Владимир (правил: 889—893) | Владимир (правил: 889—893) | Владимир (правил: 889—893) |                           |                           | Гавриил                   | Гавриил                   | Гавриил                   | Гавриил                   | Гавриил                    | Гавриил                    |                            |                            | Яков                       | Яков                       | Яков                     | Яков                     | Яков  | Яков  |       |       | Евпраксия      | Евпраксия      | Евпраксия      | Евпраксия      | Евпраксия      | Евпраксия      |                 |                 | Анна            | Анна            | Анна            | Анна            | Анна | Анна |                    |                    |                    |                    |                    |                    |  |  |  |  |
| неизвестная жена           | неизвестная жена           | неизвестная жена           | неизвестная жена           | неизвестная жена           | неизвестная жена           |                           |                           |                           |                           |                           |                           | Симеон I (правил: 893—927) | Симеон I (правил: 893—927) | Симеон I (правил: 893—927) | Симеон I (правил: 893—927) | Симеон I (правил: 893—927) | Симеон I (правил: 893—927) |                          |                          |       |       |       |       | Мария Сурсувул | Мария Сурсувул | Мария Сурсувул | Мария Сурсувул | Мария Сурсувул | Мария Сурсувул |                 |                 |                 |                 |                 |                 |      |      |                    |                    |                    |                    |                    |                    |  |  |  |  |
| неизвестная жена           | неизвестная жена           | неизвестная жена           | неизвестная жена           | неизвестная жена           | неизвестная жена           |                           |                           |                           |                           |                           |                           | Симеон I (правил: 893—927) | Симеон I (правил: 893—927) | Симеон I (правил: 893—927) | Симеон I (правил: 893—927) | Симеон I (правил: 893—927) | Симеон I (правил: 893—927) |                          |                          |       |       |       |       | Мария Сурсувул | Мария Сурсувул | Мария Сурсувул | Мария Сурсувул | Мария Сурсувул | Мария Сурсувул |                 |                 |                 |                 |                 |                 |      |      |                    |                    |                    |                    |                    |                    |  |  |  |  |
|                            |                            |                            |                            |                            |                            |                           |                           |                           |                           |                           |                           |                            |                            |                            |                            |                            |                            |                          |                          |       |       |       |       |                |                |                |                |                |                |                 |                 |                 |                 |                 |                 |      |      |                    |                    |                    |                    |                    |                    |  |  |  |  |
|                            |                            |                            |                            |                            |                            |                           |                           |                           |                           |                           |                           |                            |                            |                            |                            |                            |                            |                          |                          |       |       |       |       |                |                |                |                |                |                |                 |                 |                 |                 |                 |                 |      |      |                    |                    |                    |                    |                    |                    |  |  |  |  |
|                            |                            |                            |                            |                            |                            | Михаил                    | Михаил                    | Михаил                    | Михаил                    | Михаил                    | Михаил                    |                            |                            | Пётр I (правил: 927—969)   | Пётр I (правил: 927—969)   | Пётр I (правил: 927—969)   | Пётр I (правил: 927—969)   | Пётр I (правил: 927—969) | Пётр I (правил: 927—969) |       |       | Иван  | Иван  | Иван           | Иван           | Иван           | Иван           |                |                | Вениамин (Боян) | Вениамин (Боян) | Вениамин (Боян) | Вениамин (Боян) | Вениамин (Боян) | Вениамин (Боян) |      |      | неизвестные дочери | неизвестные дочери | неизвестные дочери | неизвестные дочери | неизвестные дочери | неизвестные дочери |  |  |  |  |

По неизвестной причине Симеон лишил своего старшего сына Михаила прав на престол и отправил его в монастырь. Впоследствии, во время правления царя Петра Михаил принимал участие в мятеже против брата. В аналогичном мятеже принимал участие и другой сын Симеона — Иван.

## Первоисточники
- Книга Воздаяния, Лиутпранд Кремонский
- Жизнеописание царей, Продолжатель Феофана
- Николов, А. Идея о благочестии и мудрости правителя в политической идеологии и публичной пропаганде болгарских государей в первое столетие после принятия христианства в Болгарии (864—971). — В: XVII Ежегодная богословская конференция Православного Свято-Тихоновского гуманитарного университета. Т. 1. Москва, 2007, 124—130
- Nikolov, Angel. "Making a new basileus: the case of Symeon of Bulgaria (893—927) reconsidered, " in Rome, Constantinople and Newly converted Europe. Archeological and Historical Evidence. Vol. I. Ed. by M. Salamon, M. Wołoszyn, A. Musin, P. Špehar. Kraków-Leipzig-Rzeszów-Warszawa, 2012, 101—108

## В кино
«Золотой век» (Златният век), режиссёр Любен Морчев (Болгария, 1984). В роли Симеона — Мариус Донкин.